# Колодезный (Ростовская область)
Коло́дезный — хутор в Верхнедонском районе Ростовской области.
Входит в состав Казансколопатинского сельского поселения.

## Население
| 1989 | 2002 | 2010 |
| ---- | ---- | ---- |
| 277  | ↘233 | ↘136 |

## Улицы
На хуторе имеется одна улица: Колодезная.

## Археология
Территория Ростовской области была заселена ещё в эпоху неолита. Люди, живущие на древних стоянках и поселениях у рек, занимались в основном собирательством и рыболовством. Степь для скотоводов всех времён была бескрайним пастбищем для домашнего рогатого скота. От тех времен осталось множество курганов с захоронениями жителей этих мест. Курганы и курганные группы находятся на государственной охране.
Поблизости от территории хутора Колодезного расположено несколько достопримечательностей — памятников археологии. Они охраняются в соответствии с Федеральным законом от 25.06.2002 N 73-ФЗ «Об объектах культурного наследия (памятниках истории и культуры) народов Российской Федерации», Областным законом от 22.10.2004 N 178-ЗС «Об объектах культурного наследия (памятниках истории и культуры) в Ростовской области», Постановлением Главы администрации РО от 21.02.97 N 51 о принятии на государственную охрану памятников истории и культуры Ростовской области и мерах по их охране и др.
- Курган «Колодезный III». Находится на расстоянии около 0,8 км к югу от хутора Колодезного.
- Курганная группа «Ольховатка V» (4 кургана). Находится на расстоянии около 2,9 км к северо-востоку от хутора Колодезного[4].